# كيني ميتشان
كيني ميتشان (بالإنجليزية: Kenny Meechan)‏ هو لاعب كرة قدم ومدرب كرة قدم بريطاني في مركز حراسة المرمى، ولد في 16 فبراير 1972 في غرينوك في المملكة المتحدة. لعب مع نادي سترنرير ‏.